# Vany
Vany település Franciaországban, Moselle megyében. Lakosainak száma 473 fő (2022. január 1.). Vany Vantoux, Charly-Oradour, Chieulles, Failly, Mey, Nouilly és Saint-Julien-lès-Metz községekkel határos.

## Népesség
A település népessége az elmúlt években az alábbi módon változott:
| Lakosok száma | 335  | 350  | 396  | 410  | 424  | 438  | 452  | 465  | 473  |
|               | 2013 | 2015 | 2016 | 2017 | 2018 | 2019 | 2020 | 2021 | 2022 |